# Bronwyn Thompson (Leichtathletin)
Bronwyn Lee Thompson (Bronwyn Lee Thompson-Chipperfield; * 29. Januar 1978 in Rockhampton) ist eine ehemalige australische Leichtathletin, die sich auf den Weitsprung spezialisiert hat. Sie siegte bei den Commonwealth Games 2006 im Weitsprung.
Thompson sprang 1994 erstmals über die Sechs-Meter-Marke. Nachdem sie 1996 nicht für die Juniorenweltmeisterschaften nominiert worden war, beendete sie ihre Karriere und widmete sich ihrer Ausbildung zur Physiotherapeutin. 
2000 kehrte sie zur Leichtathletik zurück und qualifizierte sich für die australische Olympiamannschaft bei den Olympischen Spielen in Sydney. Dort sprang sie in der Qualifikation 6,55 Meter weit und verpasste das Finale. 2001 verbesserte sie den australischen Landesrekord von Nicole Boegman auf 6,88 Meter. Am 7. März 2002 sprang sie in Melbourne mit 7,00 Meter den gültigen Ozeanienrekord (Stand 2009). Bei den Commonwealth Games 2002 belegte sie mit 6,38 Meter den sechsten Platz mit elf Zentimetern Rückstand auf die Bronzemedaille. 2003 verteidigte sie ihren Australischen Meistertitel, bei den Weltmeisterschaften 2003 belegte sie mit 6,48 Meter den siebten Platz. Bei den Olympischen Spielen 2004 gelang ihr ein Sprung auf 6,96 Meter, mit dem sie den vierten Platz erreichte, elf Zentimeter fehlten zur Goldmedaille, die an die Russin Tatjana Lebedewa ging. 
Kurz nach den Olympischen Spielen verletzte sich Bronwyn Thompson schwer am Knie. 2006 kehrte sie in die Weltklasse zurück, als sie bei den Commonwealth Games in Melbourne dreimal über 6,90 Meter sprang und den Titel mit 6,97 Meter gewann. Von 2006 bis 2008 gewann sie drei Australische Meistertitel in Folge, schied aber 2007 und 2008 bei den internationalen Meisterschaften jeweils in der Qualifikation aus. 
Nach der australischen Freiluftsaison beendete sie 2009 ihre Karriere. Bei einer Körpergröße von 1,77 Meter betrug ihr Wettkampfgewicht 68 Kilogramm. Seit 2006 ist sie mit Jason Chipperfield verheiratet. 